# إدنا يوست
إدنا يوست (بالإنجليزية: Edna Yost)‏ (16 نوفمبر 1889، مقاطعة كلرفيلد في الولايات المتحدة - 10 سبتمبر 1971، نيويورك في الولايات المتحدة)؛ كاتِبة وشاعرة أمريكية.